# Sucha Homola
Sucha Homola (708 m n.p.m.) – szczyt w zachodniej części Beskidu Niskiego, nad Uściem Gorlickim i Klimkówką.
Piesze szlaki turystyczne:
- Wawrzka – Flasza – Sucha Homola (708 m n.p.m.) – Homola (712 m n.p.m.) – Bordiów Wierch (755 m n.p.m.) – Ropki